# Rhabdodemania coronata
Rhabdodemania coronata är en rundmaskart som beskrevs av Gerlach 1952. Rhabdodemania coronata ingår i släktet Rhabdodemania och familjen Rhabdodemaniidae. Inga underarter finns listade i Catalogue of Life.